# 7 Flowers
Le 7 Flowers (cinese semplificato: 七朵花) sono un gruppo musicale femminile taiwanese sotto contratto con l'agenzia Jungiery.

## Formazione
- Joyce, Zhao Hong Qiao
- Joe, Chen Qiao En
- Doris, Lai Wei Ru
- Jade, Qu Min Jie

## Storia
Il nome 7 Flowers fu scelto perché, all'inizio, c'erano sette ragazze nel gruppo. Tuttavia, a causa di ragioni personali e problemi di contratto, alcune delle ragazze hanno lasciato il gruppo, lasciandone solo quattro rimaste.
Il gruppo ha debuttato nel 2004, con sei membri ed una ragazza in prova. La prima apparizione delle 7 Flowers è avvenuta nella colonna sonora di Top On The Forbidden City. Nel 2005 Joe Chen Qiao En e Joyce Zhao Hong Qiao hanno recitato nel drama televisivo The Prince Who Turns Into a Frog , con i membri dei 183 Club. Le ragazze hanno contribuito alla colonna sonora di The Magicians of Love. È stato principalmente grazie a The Prince Who Turns Into a Frog che il gruppo ha ottenuto successo. Successivamente, Joyce Zhao Hong Qiao ha recitato nel ruolo di Rita nel famoso drama televisivo Smiling Pasta

## Discografia

### Album
- 7 Flowers (七朵花) (2 novembre 2005)

### Colonne sonore
- Top On The Forbidden City Original TV Drama Soundtrack (2004)
- The Prince Who Turns Into a Frog Original TV Soundtrack (2005)
- The Magicians Of Love Original TV Soundtrack (2006)